# Bafanji
Bafanji ist eine Sprache, die in der Nordwestregion von Kamerun gesprochen wird.
Es gibt schätzungsweise nur noch 17.000 Sprecher der Sprache. Die Sprache hat ein reiches System an tonaler Morphologie, einschließlich der Reduplikation einbezogener Adjektive.

## Phoneme
|             |              | Labial | Alveolar | Post- alveolar | Palatal | Velar |
| ----------- | ------------ | ------ | -------- | -------------- | ------- | ----- |
| Nasal       | Nasal        | m      | n        |                | ɲ       | ŋ     |
| Stop        | plain        | p      | t        | t͡ʃ             | c͡ç      | k     |
| Stop        | aspiriert    | pʰ     | tʰ       | t͡ʃʰ            | c͡çʰ     | kʰ    |
| Stop        | pränasaliert | mb     | nd       | nd͡ʒ            | ɲɟ      | ŋɡ    |
| frikativ    | voiceless    | f      | s        | ʃ              | ç       |       |
| frikativ    | voiced       |        | z        |                |         | ɣ     |
| Approximant | zentral      |        |          |                | j       | w     |
| Approximant | lateral      |        | l        |                | ʎ       |       |